# ادمينستريشم
Administratium هي نكتة معروفة جيدًا في الأوساط العلمية وهي محاكاة ساخرة لكل من بيروقراطية المؤسسات العلمية وأوصاف العناصر الكيميائية المكتشفة حديثًا في عام 1991  حصل توماس كايل المكتشف المفترض لهذا العنصر على جائزة نوبل للفيزياء مما جعله واحدًا من ثلاثة أشخاص خياليين فقط فازوا بالجائزة
كتب ويليام ديبوفيتز مقالًا ساخرًا في عام 1988 وظهر لأول مرة في نسخة مطبوعة في عدد يناير 1989 من مدرس الفيزياء انتشر بسرعة بين حرم الجامعات ومراكز البحوث ظهرت العديد من الإصدارات  وغالبًا ما يتم تخصيصها وفقًا لحالة المساهم
هناك نكتة مماثلة تتعلق بـ Administrontium والتي تمت الإشارة إليها في الطباعة عام 1993 اختلاف آخر في نفس النكتة هو البيروقراطية  يصفه وصف شائع بأنه له نصف عمر سلبي بعبارة أخرى  كلما مر الوقت  أصبحت البيروقراطية أكثر كثافة  إنها تنمو فقط بشكل أكبر وأكثر تباطؤًا يشير هذا إلى النظام البيروقراطي  الذي يُنظر إليه عمومًا على أنه نظام تتراكم فيه الإجراءات البيروقراطية  وكل ما يجب القيام به يستغرق وقتًا أطول بشكل متزايد لإنجازه بمجرد أن يمس البيروقراطية.